# シルエットフォーミュラプロジェクト
シルエットフォーミュラプロジェクト (Silhouette Formula Project : SFP) は、『ガンダムシリーズ』におけるメディアミックス企画『機動戦士ガンダム シルエットフォーミュラ91』に登場する、架空の兵器開発計画。『機動戦士ガンダム』の劇場版放映後に展開した「モビルスーツバリエーション（MSV）」をひな型に、『機動戦士ガンダムF91』の劇場公開に続いて小型モビルスーツ（MS）のバリエーションを模型展開するために企画したものである。
メカニックデザインは大河原邦男。

## 概要
宇宙世紀0100年代中盤以降、地球連邦軍は大きな戦乱もなく軍縮に進んでいた。軍事費圧縮のため、連邦軍はサナリィの提唱する「MSの小型化」をうけて本格的に基本規格の見直しを行うため宇宙世紀0111年に新規格MSの製造を決めた。当初は小型MS開発に積極的でなかったアナハイム・エレクトロニクス（AE）社は、これ以前に連邦軍の要求を受けすでにヘビーガンを開発していたものの、同年10月に実施された次期主力機コンペでは用意したMSA-0120が競合するサナリィ製のガンダムF90に敗れる。
後れを取ったAE社はこの結果に焦り、連邦軍の次期主力兵器の製造から排除されることを恐れ、さらには「フォーミュラ計画」における到達点ともいえる「ガンダムF91」の完成も間近であるとの情報をキャッチしたことや、社会情勢でも旧型MSを模した大規模なテロ活動が表面化し戦乱の機運が高まってきた背景もあり、失地回復を図るべく宇宙世紀0112年に極秘裏にサナリィからの技術吸収（盗用や非合法な諜報活動なども含む）を目的とした新型MS開発計画「シルエットフォーミュラプロジェクト (SFP)」を発動させる。この計画では運用試験を行うために連邦軍とも連携した。
AE社はF90への敗北以上に、その後のキャノンガンダム量産にまつわる顛末によってその威信を傷つけられており、SFPは「謙虚に敗北を認め、サナリィの技術をベンチマークとする」ところからスタートすることとなる。キャノンガンダムと同等の量産型MSを開発することが計画の第1次目標とされ、ハーディガンの開発から開始される。
SFPで得た資料をもとにMSの小型化技術を自社の技術力で発展、昇華させることで宇宙世紀0120年代初頭までにサナリィ製MSに劣らない3機の高性能試作機を完成させた。AE社はさらに関係の深かったクロスボーン・バンガード（CV）にも接触し、SFPの技術をリークするとともに、CV側の技術も獲得する。
宇宙世紀0123年2月にはAE社上層部とCV司令部との裏取引を目的とした「ゼブラゾーン事件」が発生、これによりSFPの試作機群はCVとの交戦のため実戦投入される。
この計画によって、隔絶されていた技術格差が埋まるとともにAE社からサナリィにもたらされた技術もあった。そのため、この一連の技術争奪戦は、連邦軍によってCVを巻き込み仕組まれた陰謀とする見解もある。
漫画版『機動戦士ガンダム シルエットフォーミュラ91』のエピローグにおいてゼブラゾーン事件は事故として処理され、その後の計画の行方は漫画、模型展開ともに描かれていない。

## ハーディガン
AE社がヘビーガンをベースに開発した機体。対外的には宇宙世紀0111年より開発に着手し、ヘビーガンの強化型である「ヘビーガンカスタム」を経て独自に制作した機体としてアナウンスされたが、実際にはF71 Gキャノンの生産で得たノウハウとシルエットフォーミュラプロジェクトを進める中で取得したサナリィの技術をベースにキャノンガンダムを再現することを目的として製作された。
サナリィからの技術転用により、ジェネレーターは大幅にパワーアップ。また、F90同様、機体各所にハードポイントが設置されている。F70をリニューアルした機体であり、系統的にヘビーガンとGキャノンの中間に位置づけられる。プロト・ハーディガン同様、ガンダムF90用の一部ミッションパックに対応しているが、ハードポイントは簡易型に置き換えられている。
宇宙世紀0147年の時点でも近代化改修を経て、連邦正規軍やコロニー国家軍に配備されている。
武装
ビーム・ランチャー
バックパックに直接接続された大口径ビーム兵器。F90Lのものには及ばないものの、同クラスの機体の装備としては抜群の射程・威力を有する。簡易型ヴェスバーであるともいわれる。
ビーム・ライフル
ヘビーガンに装備されたものと同型でフルバレルタイプ。
ビーム・サーベル
近接戦闘用として1基がバックパックに装備される。

劇中での活躍
『シルエットフォーミュラ91』ではケビン・フォレストが搭乗し、ほかのSFPのMSとともにゼブラゾーン空域でテストをおこなう。CVとの遭遇と交戦ではデナン・ゲーを、「ケルン」コロニーではギラ・ドーガを撃破する。劇中後半、トキオ・ランドールがバズ・ガレムソンと物別れした際にはエイジャックスに救援に駆け付け、窮地を救っている。その後ネオガンダム1号機との交戦で破損したコロニーよりネオ・ジオン残党の難民を移送したため、戦闘には加わっていない。初期のCVとの交戦で肩装甲が破損したが、実験機のため予備パーツがなかったことからヘビーガンのものを使用して修復された。

### ヘビーガンII
漫画『機動戦士ガンダムF90 ファステストフォーミュラ (F90FF)』での台詞が初出で（「ヘビガンII」と呼ばれる）、関連企画「月刊モビルマシーン」でカラー画稿と詳細な設定が明らかにされた。
AE社はヘビーガンのテスト・データをもとに、より完成度の高い改修型として「ヘビーガンII」プランを提出。参謀本部はこれをRGM-111として承認するが、ATMS計画（ガンダムF90 (架空の兵器)#設定解説を参照）の始動によって発注は白紙に戻される。ヘビーガンの開発チームの半数はMSA-0120の開発に引き抜かれるが、残りのチームはヘビーガンIIの開発を続行、これはATMS計画における軍の要求性能が達成できなかった場合に必要とされるだろうというラウ副社長らの判断による。しかし、ATMS計画でF90の採用が決定、本機は0111年のうちに制式採用が凍結される。制式採用されなかったため、型式番号は "RGM-109改" や "RGM-109II" の表記も見られる。
ハーディガンと比較して、頭部（アンテナ除く）、両肩、両腰のグレネード・ラック、ソール部はヘビーガンと同型となっている。カラーリングは白とダーク・グレーを基調とする。

### プロト・ハーディガン
『F90FF』に登場（型式番号：RGM-111Y）。名称や型式番号などは「月刊モビルマシーン」による。「ヘビーガン・カスタム」とも呼ばれる。
キャノンガンダムの量産型であるGキャノン開発の際にヘビーガンとの互換性が求められ、その過程でヘビーガンIIの開発データが統合される。その一方で、ヘビーガンIIにもまたキャノンガンダムの優秀なデータが取り込まれることとなり、高性能新型汎用MS開発案としてよみがえる。
キャノンガンダムの技術をヘビーガンのフレームに盛り込み、MSA-0120のフィードバックをおこなうことで、キャノンガンダムと同等の量産型MSとすることが目標とされ、想定された性能諸元は以下の通りである。
1. キャノンガンダムと同等の運動性能
2. 素体状態のF90以上の3,500キロワット級ジェネレーターの搭載
3. ヴェスバーの搭載

ビーム・シールドの搭載こそ断念するものの、ほかは現実的ハードルとして受け止められ、ヘビーガンIIのフレームをベースに開発が進められる。
ソール部がハーディガンと同型になっている以外はヘビーガンIIと外観は変わらないが、出力は13パーセント向上している。カラーリングはハーディガンとほぼ同じ。F90用に開発された一部ミッションパックの装備が可能であるが、コンピューターの性能差から野戦換装はできず、換装のたびにシステムの書き換えが必要となる。
0116年に、ルナツー教導団第4アグレッサー部隊に10機が配備されている。、隊長のカール・シュビッツ機は両肩と背部にF90Eタイプ、腰部前面にVタイプのミッションパックを装備し、Iタイプのビーム・ランサー（細部はやや異なる）を携行。ヴェロニカ・ヴァーノン機は両脹脛側面にDタイプのものを装備し、バックパックや左後頭部に独自のオプションが追加されている。FF隊と10対10の模擬戦をおこなうも、敗れる。

### Gカスタム
『F90FF』に登場。MSA-0120のメガ・ブースト技術を搭載した試験機。
メガ・ブースト使用時の核爆発の危険性を回避するため、メイン・スラスター用のサブ・ジェネレーターをバックパックに増設されたシュツルム・スラスター・ユニット（以下STU）に内蔵し、こちらにメガ・ブーストを搭載している。使用時の最大推力はMSA-0120に劣るが、サブ・ジェネレーターが暴走した場合にはSTUを切り離し、背部メイン・ジェネレーターと脚部スラスターで戦闘継続が可能となっている。メガ・ブースト使用時には腰部ハードポイントのEパック2発を消費するため、一度の出撃で5回の使用が限度である。素体であるプロト・ハーディガンのセンサーがメガ・ブースト使用時に追随できなかったため、頭部ユニットは別プロジェクトで進行中のΖガンダム系可変MS小型化プランで開発されたもの（顔面はΖガンダムに似ている）に変更され、バイオ・センサーが増設されている。STUにはほかにミノフスキー・フライト、プロペタント・タンク、ミサイル・ランチャー、近接防御用のサンド・バレルが内蔵されているが、プロペラント積載量はMSA-0120の半分程度に減っている。ミサイル・ランチャーにはファンネル・ミサイルの装填も想定されていたとされるが、真偽は不明である。
0114年8月にグラナダ基地で試作1号機が完成。ヴェロニカ・ヴァーノンによってトライアルがおこなわれ、0115年5月の全テスト終了後に機体は破棄されたと記録されているが、0147年頃にアナハイム・テロリスト「月のアリエス」によって流出したAE社の内部資料によって別の事実が発覚する。連邦軍の特殊部隊「ウジャトアイズ」に2機が配備され、ヴェロニカとアーサー・ナイトレイが搭乗、特殊部隊「ファステストフォーミュラ (FF)」の監視をおこなっている。正体不明のMSA-0120によるFF隊襲撃の際には、ヴェロニカ機のビーム・ライフルの長距離狙撃によって、ディル・ライダーのヘビーガンの窮地を救っている。
カラー画稿では濃淡の青を基調としているが、『F90FF』作中の2機はモノクロながらそれぞれに異なる塗装がほどこされているのが確認できる。

### ハーディガン・ナイトレイド
『F90FF』に登場。Gカスタムで得られたデータをもとに開発された空挺降下用MSの先行試作機。「ナイトレイド」は「夜襲」の意。
MSA-0120の運用思想を押し進め、MS単体での全領域侵攻を達成する、第5世代MSの小型版とも言える機体。ミノフスキー・フライト・ユニットにより超音速侵攻をおこない、現着後はそのまま空戦ないしは陸戦に移行するという戦術思想であり、ジム・ナイトシーカーの後継機に相当する。
主兵装は臀部ハードポイントにマウントする携行武装のロング・ビーム・マシンガンで、ゲルググJのビーム・マシンガンと同様にフルオート射撃と精密長距離射撃の切り替えができ、さらにF90Lタイプのロング・ライフルと同様に弾道補正機能を備える実体弾ライフルとしての運用も可能。ほかにヘビーガン用ビーム・ライフルをショート・バレル化した近接戦闘用のビーム・ガンを右脚側面にマウント、左前腕部に対ソフトスキン用のモーター・キャノンを装備する。
背部のミノフスキー・フライト・ユニットはMSA-0120ではなくF90Aタイプのミッションパックをベースに開発され、大型のインテグラル・タンクを備えたウィング・バインダーが増設されている。Aタイプ同様、2つのユニットにそれぞれメガ・マシン・キャノンとビーム・キャノンを装備。機体各部には複合化学センサーが増設され、高濃度ミノフスキー粒子散布空間および夜間戦闘において十分な索敵能力を確保している。
カラーリングはダーク・グレーを基調に武装やセンサー類はグレー、各所に一部紫が配されている。0116年に完成し、AE社内でテスト運用がおこなわれている。
0116年のトリムールティ攻防戦の最終局面において、連邦軍ウジャトアイズ隊のリベラ・アマルガム大尉が搭乗し、制式型を率いてヴェロニカ・ヴァーノンのMSA-0120の前に立ちはだかる。その際、リベラは本機を「下ろしたての新型」と形容している。

#### ハーディガン・ナイトレイド（制式型）
プラモデル『1/100 ネオガンダム』付属冊子「モビルスーツハンドブック」掲載の模型作例が初出で、のちに『F90FF』にも登場。制式採用され、連邦軍およびマハへ納入されたタイプ。先行試作機では顔面がGカスタムと同じであったがハーディガンのものに変更され、カラーリングはグレーの部分がさらに明るい色になり、紫の部分は白に変更されている。また、バックパックにハーディガンのビーム・ランチャーが増設されたといわれるが、作例や作中、カラー設定画では確認できない。
トリムールティ攻防戦の最終局面において、2機がリベラの僚機として登場。また、0118年8月にインド地方の特別区で発生したネオ・ジオンを信奉する反地球連邦組織による内乱鎮圧のために出撃。作戦を指導するバズ・ガレムソン中佐も搭乗し、迅速な鎮圧に活躍している。

## Gキャノン・マグナ
主力MSとしてAE社で生産を行っていたGキャノンだが、基礎設計はサナリィが行っていたこともあり、技術ノウハウの確立ができずAEとしても新技術投入の必要性を迫られていた。その後サナリィから非合法に獲得した小型ジェネレータ技術や大規模コンデンサー、ヴェスバー、その他周辺技術により、一部再現が困難な個所がありつつもAE側でもMSサイズで荷電粒子の可変制御や高速変換が可能となった。
宇宙世紀0123年頃、AE社はGキャノンをベースにこれらの技術を搭載した機体『Gキャノンマグナ』を開発した。本機はシルエットフォーミュラプロジェクトにより非合法に新たに入手したサナリィのデータにより、新型の小型熱核反応炉が搭載されている。またキャノンパックの配置レイアウトも見直され、背部バックパックに装着することでキャノンパックを装備した状態でも高い運動性を発揮する。肩アーマーはビーム・キャノンとの干渉を考慮した衝撃吸収パッドを備えたタイプも用意されていた。またビーム・キャノンはユニットビルドアップ式でGキャノンと同型の4連マシン・キャノンへ換装可能。
武装
ビーム・キャノン
両肩に装備しているビームを放つキャノンである。サナリィから得た小型核反応炉により両肩のビーム・キャノンはメガ粒子の可変速制御（ただし連続帯域での微調整は不可能）・集束距離の高速変換が可能になり、廉価版ヴェスバーと呼べる性能に仕上がっている。白兵戦時にはビーム・キャノンをバックパックへ下方展開することでブースターとしても機能する。
ダブル・ビーム・ガン
腕部に装着された小口径のビーム兵器。片腕に2門ずつ装備する。

劇中での活躍
漫画『機動戦士ガンダム シルエットフォーミュラ91』ではカール・シュビッツが搭乗し、ほかのSFPのMSと共にゼブラゾーン空域でテストをおこなう。CVとの遭遇と交戦をくぐり抜けたものの、最終的にはネオガンダム1号機に撃破され中破する。
漫画『機動戦士ガンダムF91プリクエル』では、0123年のネオガンダムとF91の競合試験を前に失われたネオガンダム2機の数合わせとして駆り出され、テストがおこなわれる。パイロットはグテルモ少尉とヤイキ少尉。
テレビアニメ『ガンダムビルドファイターズ』の第21話には本機のガンプラが登場し、『機動戦士ガンダム00』のイナクトのガンプラと戦闘を繰り広げている。

## シルエットガンダム
SFPにおいて非合法に入手したサナリィのデータによって開発された機体。宇宙世紀0122年8月に完成した。
開発の際に参照されたのはF90およびF91のデータであり、設計の基本データを盗用しているため、機体バランスはF91にかなり近い。AE社の開発陣はサナリィの最新鋭機のクローンを制作することを目的としつつ、後に開発され得るAFX-9000、エフェックスガンダムのたたき台として本機を制作した。
AE社ではF91の特徴でもあるバイオコンピュータの技術が未完成だったため、本機は代替装備としてパイロットの技術や癖を見込んで機体バランスを変更・調整するタイプの高性能教育型コンピュータを搭載している。素材の流用が多かったことから軽量化はさほど達成化されていないものの、ジェネレーター出力で凌駕することから同等の性能を誇る。また、通常はコンピュータが行う機体バランスのバイアスやベクトル調整を、コクピットのサイドコンソールパネル上にあるMACSS（マニューバ・コントロール・サンプリング〈サポート〉・システム）の各トリムタブにおいてマニュアルで変更できるという大きな特徴を持っており、能力を単一方向に偏らせた状態での瞬発的な機動性能は過去の歴代ガンダムを含む既存のあらゆるMSを上回るとされているが、その場合は機体およびパイロットに大きな負担がかかる。この状態について、サポートエンジニアのアイリス・オーランドは「機動性能が不安定なほど機敏になる」と述べている。
RXF-91建造は限られた開発予算で賄わなければならなかった故に、内部フレーム等の部品には、RGM-109 ヘビーガンのものが流用されており、RGM-109から1000kw以上も出力の高い炉心をフレームに搭載している故の過剰出力はこのフレームでは強度が不足しているとの記述もある。なお構造材もRGM-109と同程度である事から、トリムタブを使った過剰出力と能力を単一方向に偏らせた状態では機体が「1分間以上は耐えられないだろう」という記述も存在する。
武装
ビーム・ライフル
ビーム・スプレーガン
ビーム・シールド
ビーム・シールド発振機の形状はノウハウ不足からビーム・シールド発生器部が大型になってしまっている。しかし、後に利点が発見されている。
ヴェスバー
ヴェスバーは新たにサナリィから入手した技術により完成したが、内蔵されていた大規模コンデンサーの十分な解析ができなかったため、本体から分離しての使用は不可能である。また、盗用技術で技術の安定性に不安を持った開発エンジニアがフェイルセーフ用の武装として、本来ならば大容量コンデンサ部にあたるユニットスペースに通常のビーム・キャノンを追加搭載させている。ただし、独自の改良によってF91搭載のオリジナルより性能面で向上しているという記述もあり、威力も絶大でIフィールドを貫通可能な能力は確保されている。

### シルエットガンダム改
シルエットガンダムをCVのダークタイガー隊との交戦後、破損箇所の修復を兼ねて改装した機体。
本機は戦闘によって大破したシルエットガンダムに徹底的な改修を施した仕様である。胸部インテーク周りからコクピットハッチに至る箇所の装甲強化、メインジェネレーター出力向上、新型ヴェスバーへの換装による火力の向上。本機は試験用のテストベッドとして建造されたことからメンテナンス体制が確立されており、同時に機体に対応したオプションユニットも開発が進んでいた。その仕様を見越して各種アライメントはマニュアル操作を前提に設計されていたため、本機の機体そのものは以後のMS開発研究のためにさまざまな機能を導入し、AE社内部における小型高性能MSのスタンダードとして活用されたとされている。
型式番号に使われている「A」は、「ADVANCED（アドヴァンスド）=次の、新しい」という意味を持っている。総合性能ではネオガンダムにおよばないものの、瞬発的な機動力や運動性能では上回る側面を有する。
武装
新型ヴェスバーにはネオガンダムのG-バードのノウハウがフィードバックされており、側面に "GBRD" のマーキングも確認できる。さらにカウンタースラスターやサブノズル、ランダムスラスターユニットとしての機能も追加され、本機の総合性能を引き上げる結果を生み出している。

### 劇中での活躍
漫画『機動戦士ガンダム シルエットフォーミュラ91』劇中に登場。主人公トキオ・ランドールの最初の搭乗機として活躍する。機体は右腕のビームスプレーガンが装備されておらず、ゼブラ・ゾーンにおけるテスト中のCVとの遭遇戦では、当初は試験データで機体の制約があって圧倒されたものの、機体のMACSSをカットして本来の性能を取り戻し、ダークタイガー隊のデナン・ゾンを撃墜している。
その後、エイジャックスに出頭した際には同機を使用し、トキオがガレムソンに造反してネオガンダム2号機を奪った際にレイラ・ラギオールがエイジャックスから持ち出し、自身の乗機とした。エイジャックスからの脱出の際にはガレムソンのいた作業ブリッジを破壊しており、彼の駆るネオガンダム1号機の追撃を受けた際にレイラは家族の敵を討とうとトキオの2号機と共闘し、1号機に致命傷を与えて無事に帰還している。

## ネオガンダム
SFPによって開発された、アナハイム・ガンダムの集大成とされる。社内開発コードはAFX(ANAHEIM Formula eXamination)-9000。
シルエットガンダムの完成により、SFPは一応の達成をみる。同機は機体性能の面においてサナリィ製の超高性能機ガンダムF91と同等の能力を獲得していた。しかし、AE社は、サナリィのようなバイオコンピュータの製造能力を有してはおらず、あくまでハードとしてのF91を模倣したものに過ぎなかった。このため、機体管制および統合システムに関しては教育型コンピュータを基幹とする従来の手法に依存していた。しかし、AEがサナリィを抑え、次期主力MS開発メーカーの座に返り咲くためには、これをあらゆる点で凌駕する性能を持つMSを開発することが必要であった。AEは宇宙世紀0130年代をリードするためのMSを目指し、SFPの裏で「シークレットフォーミュラプロジェクト」を立ち上げ、「ネオガンダム」を開発した。
ネオガンダムにはSFPで得られたデータを基本に、それまでのAE社製ガンダムの全コンセプトが導入されている。AEでは、既存のノウハウであっても有効であると判断すれば採用することが往々にしてあり、本機にも運用データ回収およびパイロットの生還率向上のため、40年ぶりにコア・ブロック・システムが採用されている。ドッキング・システムに採用したホリゾンタル・インザ・ボディ形式は、かつて宇宙世紀0083年頃に秘密裏に活動していたガンダム試作1号機に酷似しており、この機体もコア・ファイター（型式番号：FF-XFN1）のエンジンをそのままメインスラスターとして使用することにより、ドッキングで推進機が隠れてしまうというコストパフォーマンスの悪さを解消するとともに、機体自体の軽量化と高出力化を図っている。バックパックにはビーム・サーベル兼用のビーム・カノンを装備しており、コア・ファイターの武装としても機能する。同時期にサナリィもF90IIIYで同様のコア・ブロック・システムを採用しているが、技術的なつながりはなく双方の開発者たちが機体の性能向上のため、まったく同じ方式を採用するに至ったとされている。また、専用武装である「G-バード」の開発過程において、ようやくAE社においてもサナリィのヴェスバーに搭載されていた大規模コンデンサー技術が確立された。
仕様の異なる試作機2機が宇宙世紀0123年2月にロールアウトした。調整は漫画版では戦艦エイジャックスで、MSハンドブックでは月面のAE本社で行われていたとされている。これらの各種能力を充実させたネオガンダムは、次期主力MSのベースとして地球連邦軍への納入が内定していたとされるが、その後の経緯は不明である。
以上のようにF91を「叩き台」として開発されたネオガンダムのスペックはF91を越えるものとなっているが、それでもなおF91のバイオセンサー稼働状態のリミッター解除時の機動は、ネオガンダムを抜きん出るであろうと推測される。
1号機
機体管制にブッホ・コンツェルンから入手したネオ・サイコミュ・システムをコア・ファイター内に搭載した機体。機体とリンクし、手足を使わずとも操縦が可能。漫画『機動戦士ガンダム シルエットフォーミュラ91』やゲーム『Gジェネレーション』シリーズでは、漆黒に塗装されている。
2号機
操縦系統は従来型MSに準じたものが採用されている。『シルエットフォーミュラ91』や『Gジェネレーション』シリーズでは、カラーリングは従来のガンダムと同じく白系統のトリコロールである。なお、漫画版では余剰スペースに複座式のシートを仮設していた。

### G-バード（G-B.R.D）
ネオガンダムの専用武装。バストライナーやメガ・バズーカ・ランチャー、メガライダーなどの機動力を備えたビーム兵器、およびサブフライトシステムの延長上に存在する武装である。さらにヴェスバー開発で得られたビーム可変速機能のノウハウ導入、ジェネレーターを内蔵したうえで徹底的に小型化している。なお、G-B.R.Dとは、Generative Beam Rifle Deviceの略称である。

### ネオ・サイコミュ・システム
1号機に搭載されたラフレシアに採用されたものと類似したシステム。AE社がブッホ・コンツェルンとの裏取引きを通じて入手したことが推察されている。

### 劇中での活躍（ネオガンダム）
漫画『機動戦士ガンダム シルエットフォーミュラ91』では劇中後半に登場。トキオ・ランドールを含むブレイウッドのメンバーがゼブラゾーン事件に遭遇した後、逃げ込んだ先のコロニーでバズ・ガレムソン率いるエイジャックスと遭遇し、トキオはかつての上司でもあるガレムソンの出頭命令を受けてエイジャックスに向かうが、そこで彼の真の任務がAE社の違法活動の隠蔽工作とネオ・ジオン残党の虐殺計画であることを知り、脱走する。その際にネオガンダム2号機を奪取し、エイジャックス艦長であるガレムソンの乗る1号機と対決する。その最中、1号機はビギナ・ゼラとも対峙している。
ネオ・サイコミュによる1号機の高機動性に苦戦する2号機は、何とか1号機の背後に回りこんで羽交い絞めにすると、コア・ファイターを分離して同機で1号機を2号機ごと攻撃して破壊するという奇策により、勝利している。模型企画ではストーリーが若干異なり、月面で2号機を受領している。
漫画『機動戦士ガンダムF91プリクエル』では、0123年2月21日に月面のAE社の施設で模擬戦をおこなった際の記録映像が、サナリィの手に渡っている。モノクロのためカラーリングは不明だがトリコロールに近く、1号機と2号機の喪失後にAE社に残っていた全予備パーツを使って組み上げた機体である。

## RX-100
AE社の次世代小型MS。
『ホビージャパン』のネオガンダムの特集記事および『模型情報』のネオガンダムデザイン発表記事にも設定されている幻の機体であり、「ニューセンチュリーシリーズ」という名称が用意されていた。